# Maison de l'Œuvre Notre-Dame (Rouffach)
Cet article concerne la Maison de l’Œuvre Notre-Dame située à Rouffach. Pour celle de Strasbourg, voir Maison de l'Œuvre Notre-Dame.
La maison de l'Œuvre Notre-Dame est un monument historique situé à Rouffach, dans le département français du Haut-Rhin.

## Localisation
Ce bâtiment est situé au 7, place de la République à Rouffach.

## Historique
L'édifice fait l'objet d'une inscription au titre des monuments historiques depuis 1965.